# Ormyrus kama
Ormyrus kama är en stekelart som beskrevs av T.C. Narendran 1999. Ormyrus kama ingår i släktet Ormyrus och familjen kägelglanssteklar. Inga underarter finns listade i Catalogue of Life.